# Medallistas olímpicos en ciclismo (femenino)
Tabla de medallas de oro, plata y bronce del Ciclismo en los Juegos Olímpicos desde su primera edición en 1948, en cada una de las pruebas que forman parte del torneo.
- Para las varones véase Medallistas olímpicos en ciclismo (masculino).

## Programa vigente

### Ciclismo en ruta

#### Ruta individual
| Edición             | Oro                                          | Plata                               | Bronce                                  |
| ------------------- | -------------------------------------------- | ----------------------------------- | --------------------------------------- |
| Los Ángeles 1984    | Connie Carpenter-Phinney · Estados Unidos    | Rebecca Twigg · Estados Unidos      | Sandra Schumacher · Alemania Occidental |
| Seúl 1988           | Monique Knol · Países Bajos                  | Jutta Niehaus · Alemania Occidental | Laima Zilporytė · Unión Soviética       |
| Barcelona 1992      | Kathy Watt · Australia                       | Jeannie Longo-Ciprelli · Francia    | Monique Knol · Países Bajos             |
| Atlanta 1996        | Jeannie Longo-Ciprelli · Francia             | Imelda Chiappa · Italia             | Clara Hughes · Canadá                   |
| Sídney 2000         | Leontien Zijlaard-van Moorsel · Países Bajos | Hanka Kupfernagel · Alemania        | Diana Žiliūtė · Lituania                |
| Atenas 2004         | Sara Carrigan · Australia                    | Judith Arndt · Alemania             | Olga Slyusareva · Rusia                 |
| Beijing 2008        | Nicole Cooke · Reino Unido                   | Emma Johansson · Suecia             | Tatiana Guderzo · Italia                |
| Londres 2012        | Marianne Vos · Países Bajos                  | Lizzie Armitstead · Reino Unido     | Olga Zabelinskaya · Rusia               |
| Río de Janeiro 2016 | Anna van der Breggen · Países Bajos          | Emma Johansson · Suecia             | Elisa Longo Borghini · Italia           |
| Tokio 2020          | Anna Kiesenhofer · Austria                   | Annemiek van Vleuten · Países Bajos | Elisa Longo Borghini · Italia           |
| París 2024          | Kristen Faulkner · Estados Unidos            | Marianne Vos · Países Bajos         | Lotte Kopecky · Bélgica                 |

#### Contrarreloj individual
| Edición             | Oro                                          | Plata                            | Bronce                              |
| ------------------- | -------------------------------------------- | -------------------------------- | ----------------------------------- |
| Atlanta 1996        | Zulfiya Zabirova · Rusia                     | Jeannie Longo-Ciprelli · Francia | Clara Hughes · Canadá               |
| Sídney 2000         | Leontien Zijlaard-van Moorsel · Países Bajos | Mari Holden · Estados Unidos     | Jeannie Longo-Ciprelli · Francia    |
| Atenas 2004         | Leontien Zijlaard-van Moorsel · Países Bajos | Dede Barry · Estados Unidos      | Karin Thürig · Suiza                |
| Beijing 2008        | Kristin Armstrong · Estados Unidos           | Emma Pooley · Reino Unido        | Karin Thürig · Suiza                |
| Londres 2012        | Kristin Armstrong · Estados Unidos           | Judith Arndt · Alemania          | Olga Zabelinskaya · Rusia           |
| Río de Janeiro 2016 | Kristin Armstrong · Estados Unidos           | Olga Zabelinskaya · Rusia        | Anna van der Breggen · Países Bajos |
| Tokio 2020          | Annemiek van Vleuten · Países Bajos          | Marlen Reusser · Suiza           | Anna van der Breggen · Países Bajos |
| París 2024          | Grace Brown · Australia                      | Anna Henderson · Reino Unido     | Chloé Dygert · Estados Unidos       |

### Ciclismo en pista

##### Keirin
| Edición             | Oro                                | Plata                                | Bronce                      |
| ------------------- | ---------------------------------- | ------------------------------------ | --------------------------- |
| Londres 2012        | Victoria Pendleton · Reino Unido   | Guo Shuang · República Popular China | Lee Wai Sze · Hong Kong     |
| Río de Janeiro 2016 | Elis Ligtlee · Países Bajos        | Becky James · Reino Unido            | Anna Meares · Australia     |
| Tokio 2020          | Shanne Braspennincx · Países Bajos | Ellesse Andrews · Nueva Zelanda      | Lauriane Genest · Canadá    |
| París 2024          | Ellesse Andrews · Nueva Zelanda    | Hetty van de Wouw · Países Bajos     | Emma Finucane · Reino Unido |

##### Madison
| Edición    | Oro                                          | Plata                                      | Bronce                                             |
| ---------- | -------------------------------------------- | ------------------------------------------ | -------------------------------------------------- |
| Tokio 2020 | Reino Unido · Katie Archibald · Laura Kenny  | Dinamarca · Amalie Dideriksen · Julie Leth | ROC · Gulnaz Khatuntseva · Maria Novolodskaya      |
| París 2024 | Italia · Chiara Consonni · Vittoria Guazzini | Reino Unido · Elinor Barker · Neah Evans   | Países Bajos · Maike van der Duin · Lisa van Belle |

##### Omnium
| Edición             | Oro                               | Plata                         | Bronce                         |
| ------------------- | --------------------------------- | ----------------------------- | ------------------------------ |
| Londres 2012        | Laura Trott · Reino Unido         | Sarah Hammer · Estados Unidos | Annette Edmondson · Australia  |
| Río de Janeiro 2016 | Laura Trott · Reino Unido         | Sarah Hammer · Estados Unidos | Jolien D'Hoore · Bélgica       |
| Tokio 2020          | Jennifer Valente · Estados Unidos | Yumi Kajihara · Japón         | Kirsten Wild · Países Bajos    |
| París 2024          | Jennifer Valente · Estados Unidos | Daria Pikulik · Polonia       | Ally Wollaston · Nueva Zelanda |

##### Velocidad individual
| Edición             | Oro                              | Plata                                           | Bronce                                   |
| ------------------- | -------------------------------- | ----------------------------------------------- | ---------------------------------------- |
| Seúl 1988           | Erika Salumäe · Unión Soviética  | Christa Luding-Rothenburger · Alemania Oriental | Connie Paraskevin-Young · Estados Unidos |
| Barcelona 1992      | Erika Salumäe · Estonia          | Annett Neumann · Alemania                       | Ingrid Haringa · Países Bajos            |
| Atlanta 1996        | Félicia Ballanger · Francia      | Michelle Ferris · Australia                     | Ingrid Haringa · Países Bajos            |
| Sídney 2000         | Félicia Ballanger · Francia      | Oksana Grishina · Rusia                         | Iryna Yanovych · Ucrania                 |
| Atenas 2004         | Lori-Ann Muenzer · Canadá        | Tamilla Abassova · Rusia                        | Anna Meares · Australia                  |
| Beijing 2008        | Victoria Pendleton · Reino Unido | Anna Meares · Australia                         | Guo Shuang · República Popular China     |
| Londres 2012        | Anna Meares · Australia          | Victoria Pendleton · Reino Unido                | Guo Shuang · República Popular China     |
| Río de Janeiro 2016 | Kristina Vogel · Alemania        | Becky James · Reino Unido                       | Katy Marchant · Reino Unido              |
| Tokio 2020          | Kelsey Mitchell · Canadá         | Olena Starikova · Ucrania                       | Lee Wai-sze · Hong Kong                  |
| París 2024          | Ellesse Andrews · Nueva Zelanda  | Lea Friedrich · Alemania                        | Emma Finucane · Reino Unido              |

##### Velocidad por equipos
| Edición             | Oro                                                           | Plata                                                           | Bronce                                                   |
| ------------------- | ------------------------------------------------------------- | --------------------------------------------------------------- | -------------------------------------------------------- |
| Londres 2012        | Alemania · Kristina Vogel · Miriam Welte                      | República Popular China · Gong Jinjie · Guo Shuang              | Australia · Kaarle McCulloch · Anna Meares               |
| Río de Janeiro 2016 | República Popular China · Gong Jinjie · Zhong Tianshi         | Rusia · Daria Shmeleva · Anastasia Voynova                      | Alemania · Miriam Welte · Kristina Vogel                 |
| Tokio 2020          | República Popular China · Bao Shanju · Zhong Tianshi          | Alemania · Lea Friedrich · Emma Hinze                           | ROC · Daria Shmeleva · Anastasia Voynova                 |
| París 2024          | Reino Unido · Katy Marchant · Sophie Capewell · Emma Finucane | Nueva Zelanda · Rebecca Petch · Shaane Fulton · Ellesse Andrews | Alemania · Pauline Grabosch · Emma Hinze · Lea Friedrich |

##### Persecución por equipos
| Edición             | Oro                                                                              | Plata                                                                        | Bronce                                                                                    |
| ------------------- | -------------------------------------------------------------------------------- | ---------------------------------------------------------------------------- | ----------------------------------------------------------------------------------------- |
| Londres 2012        | Reino UnidoDanielle King · Laura Trott · Joanna Rowsell-Shand                    | Estados UnidosSarah Hammer · Dotsie Bausch · Jennie Reed · Lauren Tamayo     | CanadáTara Whitten · Gillian Carleton · Jasmin Glaesser                                   |
| Río de Janeiro 2016 | Reino UnidoKatie Archibald · Laura Trott · Elinor Barker · Joanna Rowsell-Shand  | Estados UnidosSarah Hammer · Kelly Catlin · Chloe Dygert · Jennifer Valente  | CanadáAllison Beveridge · Jasmin Glaesser · Kirsti Lay · Georgia Simmerling · Laura Brown |
| Tokio 2020          | AlemaniaFranziska Brauße · Lisa Brennauer · Lisa Klein · Mieke Kröger            | Reino UnidoKatie Archibald · Laura Kenny · Neah Evans · Josie Knight         | Estados UnidosChloé Dygert · Megan Jastrab · Jennifer Valente · Emma White                |
| París 2024          | Estados UnidosJennifer Valente · Lily Williams · Chloé Dygert · Kristen Faulkner | Nueva ZelandaAlly Wollaston · Bryony Botha · Emily Shearman · Nicole Shields | Reino UnidoElinor Barker · Josie Knight · Anna Morris · Jessica Roberts                   |

### Ciclismo de montaña(Mountain bike)
| Edición             | Oro                              | Plata                         | Bronce                          |
| ------------------- | -------------------------------- | ----------------------------- | ------------------------------- |
| Atlanta 1996        | Paola Pezzo · Italia             | Alison Sydor · Canadá         | Susan DeMattei · Estados Unidos |
| Sídney 2000         | Paola Pezzo · Italia             | Barbara Blatter · Suiza       | Margarita Fullana · España      |
| Atenas 2004         | Gunn-Rita Dahle Flesjå · Noruega | Marie-Hélène Prémont · Canadá | Sabine Spitz · Alemania         |
| Beijing 2008        | Sabine Spitz · Alemania          | Maja Włoszczowska · Polonia   | Irina Kalentieva · Rusia        |
| Londres 2012        | Julie Bresset · Francia          | Sabine Spitz · Alemania       | Georgia Gould · Estados Unidos  |
| Río de Janeiro 2016 | Jenny Rissveds · Suecia          | Maja Włoszczowska · Polonia   | Catharine Pendrel · Canadá      |
| Tokio 2020          | Jolanda Neff · Suiza             | Sina Frei · Suiza             | Linda Indergand · Suiza         |
| París 2024          | Pauline Ferrand-Prévot · Francia | Haley Batten · Estados Unidos | Jenny Rissveds · Suecia         |

### BMX

#### Carrera BMX
| Edición             | Oro                              | Plata                           | Bronce                        |
| ------------------- | -------------------------------- | ------------------------------- | ----------------------------- |
| Beijing 2008        | Anne-Caroline Chausson · Francia | Laëtitia Le Corguillé · Francia | Jill Kintner · Estados Unidos |
| Londres 2012        | Mariana Pajón · Colombia         | Sarah Walker · Nueva Zelanda    | Laura Smulders · Países Bajos |
| Río de Janeiro 2016 | Mariana Pajón · Colombia         | Alise Post · Estados Unidos     | Stefany Hernandez · Venezuela |
| Tokio 2020          | Beth Shriever · Reino Unido      | Mariana Pajón · Colombia        | Merel Smulders · Países Bajos |
| París 2024          | Saya Sakakibara · Australia      | Manon Veenstra · Países Bajos   | Zoé Claessens · Suiza         |

#### Estilo libre
| Edición    | Oro                                  | Plata                           | Bronce                    |
| ---------- | ------------------------------------ | ------------------------------- | ------------------------- |
| Tokio 2020 | Charlotte Worthington · Reino Unido  | Hannah Roberts · Estados Unidos | Nikita Ducarroz · Suiza   |
| París 2024 | Deng Yawen · República Popular China | Perris Benegas · Estados Unidos | Natalya Diehm · Australia |

## Pruebas descontinuadas

### Ciclismo en pista

#### Carrera por puntos
| Edición      | Oro                         | Plata                                        | Bronce                         |
| ------------ | --------------------------- | -------------------------------------------- | ------------------------------ |
| Atlanta 1996 | Nathalie Lancien · Francia  | Ingrid Haringa · Países Bajos                | Lucy Tyler-Sharman · Australia |
| Sídney 2000  | Antonella Bellutti · Italia | Leontien Zijlaard-van Moorsel · Países Bajos | Olga Slyusareva · Rusia        |
| Atenas 2004  | Olga Slyusareva · Rusia     | Belem Guerrero · México                      | María Luisa Calle · Colombia   |
| Beijing 2008 | Marianne Vos · Países Bajos | Yoanka González · Cuba                       | Leire Olaberria · España       |

#### Persecución individual
| Edición        | Oro                                          | Plata                           | Bronce                                       |
| -------------- | -------------------------------------------- | ------------------------------- | -------------------------------------------- |
| Barcelona 1992 | Petra Rossner · Alemania                     | Kathy Watt · Australia          | Rebecca Twigg · Estados Unidos               |
| Atlanta 1996   | Antonella Bellutti · Italia                  | Marion Clignet · Francia        | Judith Arndt · Alemania                      |
| Sídney 2000    | Leontien Zijlaard-van Moorsel · Países Bajos | Marion Clignet · Francia        | Yvonne McGregor · Reino Unido                |
| Atenas 2004    | Sarah Ulmer · Nueva Zelanda                  | Katie Mactier · Australia       | Leontien Zijlaard-van Moorsel · Países Bajos |
| Beijing 2008   | Rebecca Romero · Reino Unido                 | Wendy Houvenaghel · Reino Unido | Lesya Kalytovska · Ucrania                   |

#### 500mcontrarreloj
| Edición     | Oro                         | Plata                                   | Bronce                                 |
| ----------- | --------------------------- | --------------------------------------- | -------------------------------------- |
| Sídney 2000 | Félicia Ballanger · Francia | Michelle Ferris · Australia             | Jiang Cuihua · República Popular China |
| Atenas 2004 | Anna Meares · Australia     | Jiang Yonghua · República Popular China | Natallia Tsylinskaya · Bielorrusia     |